# Хорсшу Беј (Тексас)
Хорсшу Беј (енгл. Horseshoe Bay) град је у америчкој савезној држави Тексас. По попису становништва из 2010. у њему је живело 3.418 становника.

## Демографија
Према попису становништва из 2010. у граду је живело 3.418 становника, што је 81 (2,4%) становника више него 2000. године.
| Група             | 2000.         | 2010.         |
| Белци             | 3.124 (93,6%) | 3.021 (88,4%) |
| Афроамериканци    | 11 (0,3%)     | 17 (0,5%)     |
| Азијати           | 26 (0,8%)     | 26 (0,8%)     |
| Хиспаноамериканци | 143 (4,3%)    | 308 (9,0%)    |
| Укупно            | 3.337         | 3.418         |